# Arrondissement di Villeneuve-sur-Lot
L'arrondissement di Villeneuve-sur-Lot è una suddivisione amministrativa francese, situata nel dipartimento del Lot e Garonna e nella regione della Nuova Aquitania.

## Composizione
L'arrondissement di Villeneuve-sur-Lot raggruppa 58 comuni in 11 cantoni:
- cantone di Cancon
- cantone di Castillonnès
- cantone di Fumel
- cantone di Monclar
- cantone di Monflanquin
- cantone di Penne-d'Agenais
- cantone di Sainte-Livrade-sur-Lot
- cantone di Tournon-d'Agenais
- cantone di Villeneuve-sur-Lot-Nord
- cantone di Villeneuve-sur-Lot-Sud
- cantone di Villeréal